# Yabous
Yabous est une commune de la wilaya de Khenchela en Algérie.